# Hallomenus tokejii
Hallomenus tokejii is een keversoort uit de familie winterkevers (Tetratomidae). De wetenschappelijke naam van de soort werd in 1958 gepubliceerd door Nomura & Katô.